# هند-آرام

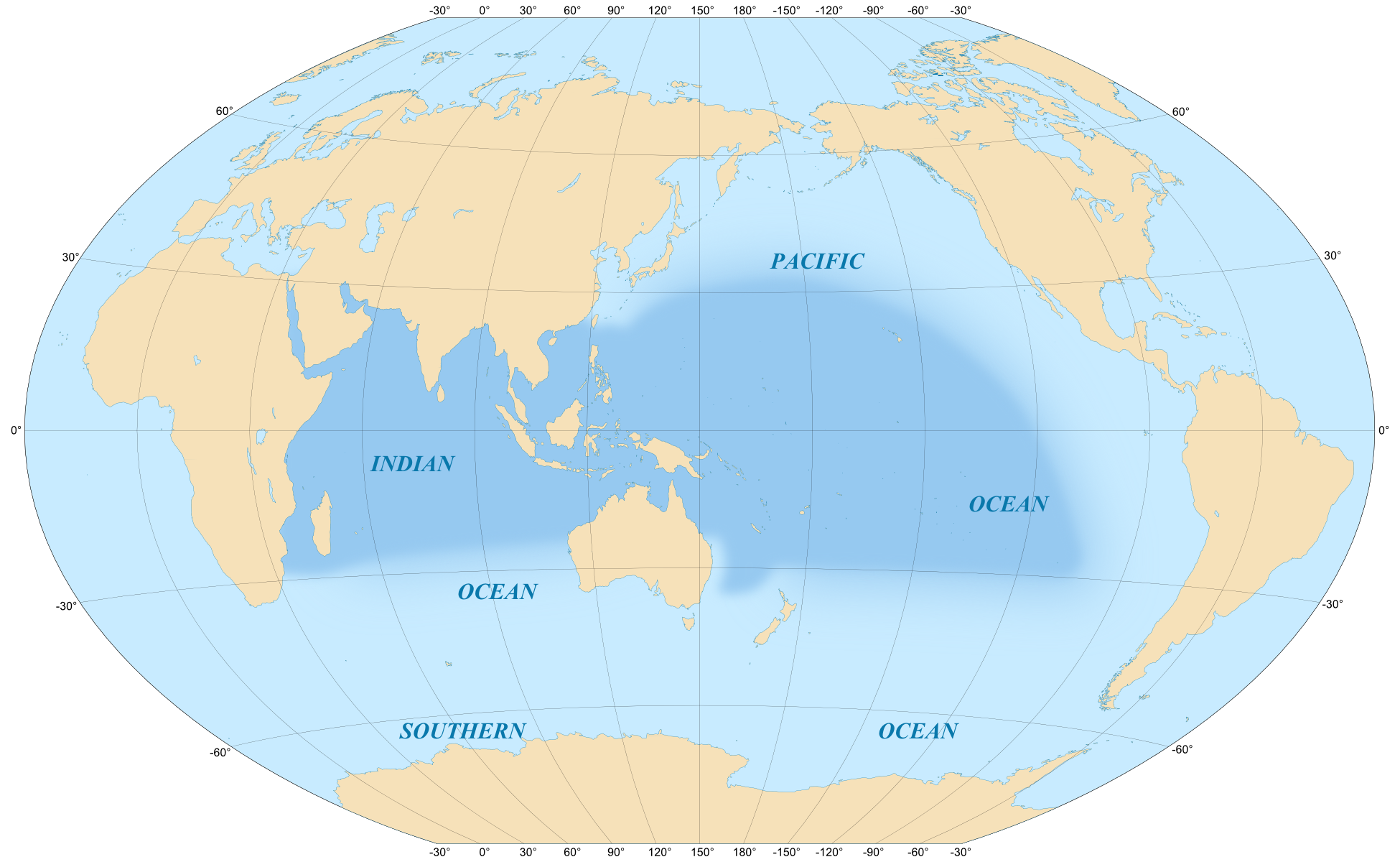
پوشش ناحیهٔ هند-آرام

هند-آرام (Indo-Pacific) یا گاهی با نام هند-آرام غربی (Indo-West Pacific) یک منطقه در جغرافیای زیستی دریاهای کرهٔ زمین است که آب‌های اقیانوس هند، غرب و مرکز اقیانوس آرام، دریاهای مرتبط میان این دو اقیانوس و در مجموع ناحیهٔ اندونزی را پوشش می‌دهد. اما نواحی معتدل و قطبی اقیانوس‌های هند و آرام همچنین مناطق گرمسیری شرق اقیانوس آرام و طول ساحل‌های قارهٔ آمریکا در سمت اقیانوس آرام در پوشش این ناحیه نیست بلکه یک بوم‌سار متفاوت است.
این نامگذاری بیشتر در زیست‌شناسی دریایی، آبزی‌شناسی و زمینه‌های مانند آن کاربرد دارد چون بسیاری از زیستگاه‌های دریایی به صورت پیوسته از ماداگاسکار تا ژاپن و اقیانوسیه کشیده شده‌اند. یا گاهی برخی گونه‌ها در این محدوده قرار دارند اما در اقیانوس اطلس دیده نمی‌شوند.
در این ناحیه گونه‌های ماهی به فراوانی دیده می‌شود، نزدیک به ۳۰۰۰ گونه که نسبت به دومین منطقهٔ سرشار از گونه‌های ماهی، غرب اقیانوس اطلس، با ۱۲۰۰ گونه بسیار غنی تر است. در این ناحیه نزدیک به ۵۰۰ گونه آب‌سنگ مرجانی است در حالی که در اطلس غربی تنها ۵۰ گونه وجود دارد.

## بخش‌بندی

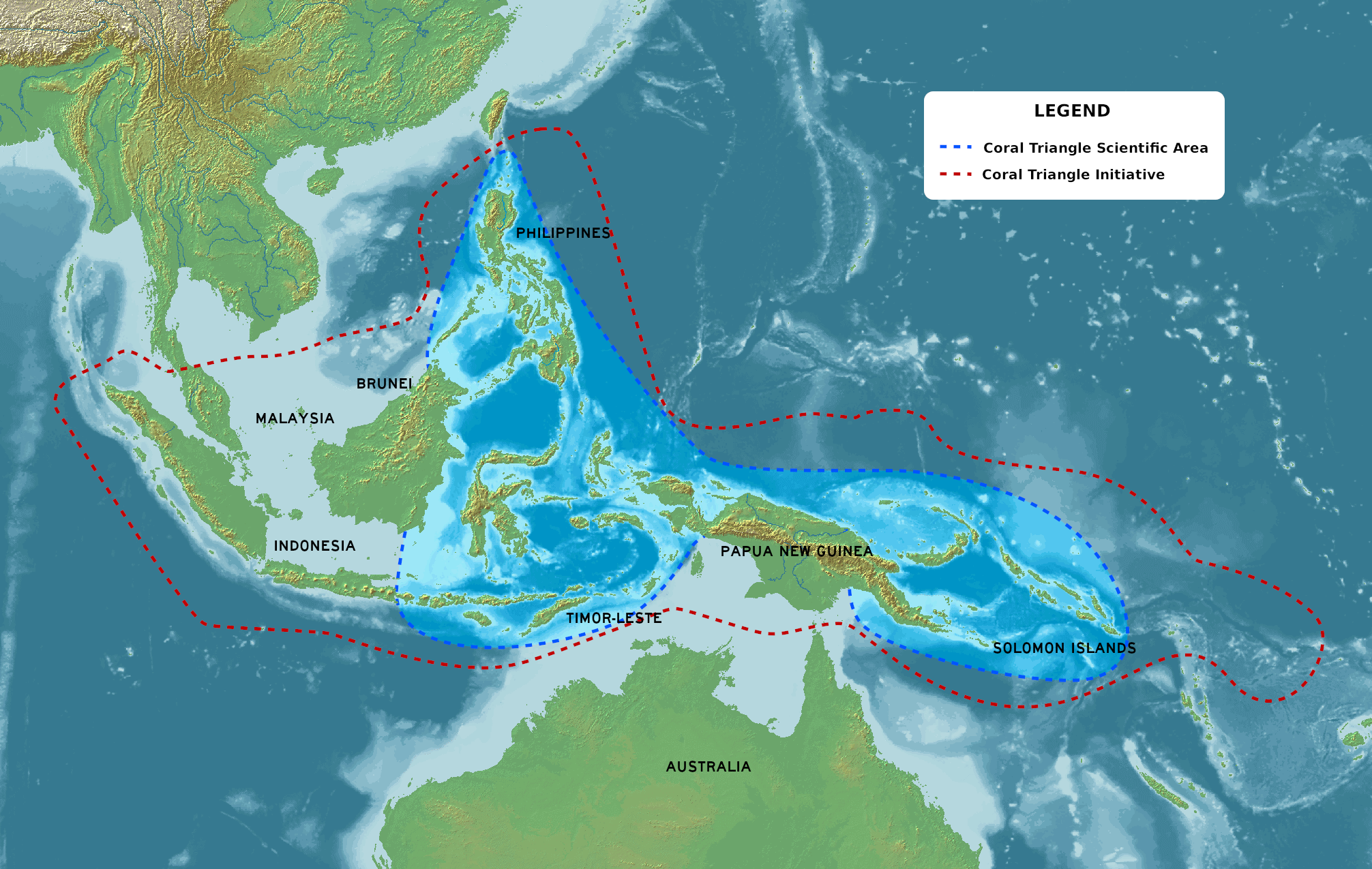
مثلث مرجانی و کشورهای شرکت کننده در طرح مثلث مرجانی

ناحیهٔ هند-آرام به سه بخش غربی، مرکزی و شرقی تقسیم می‌شود.

### بخش غربی
پوشش هند-آرام غربی عبارت است از بخش غربی و مرکزی اقیانوس هند شامل ساحل‌های شرق آفریقا، دریای سرخ، خلیج عدن، خلیج فارس، دریای عربی، خلیج بنگال و دریای آندامان همچنین ساحل‌های پیرامون ماداگاسکار، سیشل، کومور، جزایر ماسکارین، مالدیو و مجمع‌الجزایر چاگوس.

### بخش مرکزی
هند-آرام مرکزی چندین دریا و بخش ارتباط دهندهٔ اقیانوس هند و آرام را پوشش می‌دهد شامل دریاهای پیرامون اندونزی به جز ساحل شمال غربی سوماترا که در بخش غربی جای دارد، دریای جنوب چین، دریای فیلیپین، ساحل شمال استرالیا و دریاهای پیرامون گینه نو، غرب و مرکز میکرونزی، کالدونیای جدید، جزایر سلیمان، وانواتو، فیجی و تونگا.
بیشترین گوناگونی مرجان‌ها و کرناها در این منطقه دیده می‌شود.

### بخش شرقی
هند-آرام شرقی بیشتر جزایر آتشفشانی مرکز اقیانوس آرام تا جزایر مارشال و مرکز و جنوب شرقی پلی‌نزی تا جزیره ایستر و هاوایی را پوشش می‌دهد.